# تانت‌هوف
تانت‌هوف (به هلندی: Tanthof) یک محله در هلند است که در دلفت واقع شده‌است. تانت‌هوف ۲٫۳۳ کیلومتر مربع مساحت و c نفر جمعیت دارد.